# ستيف فوكس (سياسي)
ستيف فوكس (بالإنجليزية: Steve Fox)‏ هو سياسي أمريكي، ولد في 27 يناير 1953 في الولايات المتحدة. حزبياً، نشط في الحزب الديمقراطي. وقد انتخب عضو جمعية ولاية كاليفورنيا.

## وصلات خارجية
- الموقع الرسمي